# Automeris elegans
Automeris elegans är en fjärilsart som beskrevs av Conte 1906. Automeris elegans ingår i släktet Automeris och familjen påfågelsspinnare. Inga underarter finns listade i Catalogue of Life.